# Bembidiomorphum convexum
Bembidiomorphum convexum is een keversoort uit de familie loopkevers (Carabidae). De wetenschappelijke naam van de soort is voor het eerst geldig gepubliceerd in 1918 door Champion.